# Mekong
Mekong (chiń. trad. 瀾滄江; pinyin Láncāng Jiāng; taj. แม่น้ำโขง; Me Nam Khong, tybet. རྫ་ཆུ་, Wylie: rDza chu, ZWPY: Za qu; wiet. Mê Kông; laot. ແມ່ນ້ຳຂອງ) – najdłuższa rzeka na Półwyspie Indochińskim (4. w Azji, 9. na świecie).
Mekong ma swoje źródła w Chinach, w górach Tangla na Wyżynie Tybetańskiej, na wysokości 5110 m n.p.m. Przepływa następnie przez Laos, Tajlandię, Kambodżę oraz Wietnam. Uchodzi do Morza Południowochińskiego szeroką deltą o powierzchni 58,5 tys. km². Częściowo wyznacza granicę Laosu z Tajlandią oraz Mjanmą.
Płynie generalnie w kierunku południowo-wschodnim. Przez wyżynę Junnan przedziera się głębokimi, wąskimi wąwozami. Po ok. 1800 km wpływa na teren Laosu, gdzie jego szerokość wynosi 300–400 m. Niżej, w Kambodży, jego szerokość przy niskim stanie wody wynosi już ok. 2 km, a w okresie letniego monsunu znacznie więcej.
Powierzchnia dorzecza Mekongu wynosi ok. 810 tys. km², a długość 4500 km. Główne dopływy to: Mun, Nam Ou, Kong i Tônlé Sab. W górnym biegu znajduje się wiele wodospadów i progów skalnych. Na terenie Laosu, w pobliżu granicy z Kambodżą, znajdują się jedne z największych i najszerszych wodospadów na świecie – Khone Phapheng. Większe miasta leżące nad rzeką to: Wientian, Savannakhet, Phnom Penh i Luang Prabang. Za Phnom Penh rzeka rozgałęzia się na Mekong i Tônlé Basăk, a następnie, już na terenie Wietnamu, Mekong dzieli się na sześć odnóg, a Bassac na trzy. Łączna długość szlaków wodnych na obszarze delty wynosi ok. 3200 km.
Średni przepływ wody w rejonie Phnom Penh w czasie niskiego stanu wód (od listopada do maja) wynosi ok. 12–15 tys. m³/s, ale w okresie od czerwca do października wzrasta nawet do blisko 60 tys. m³/s w sierpniu. W tym czasie rzekę zasilają nie tylko monsunowe wody opadowe, ale także (co widoczne jest zwłaszcza w górnym biegu) wody z topniejących śniegów i lodowców Wyżyny Tybetańskiej. Na niektórych górnych, wąskich odcinkach poziom wody wzrasta wówczas nawet o 30 m, a wahania poziomu wód w dolnym odcinku mogą wynosić nawet 10-12 m. Tak wielka ilość wody przestaje mieścić się w korycie i rzeka zalewa znaczną część terenów na południu Kambodży. Jednocześnie fala wezbraniowa cofa wody rzeki Tônlé Sab w kierunku jeziora Tonle Sap, podnosząc gwałtownie jego poziom.
Dolina Mekongu na Równinie Kambodżańskiej pokryta jest plantacjami ryżu. Rzeka ta niesie cenny muł, wzbogacający glebę. Pozwala to rolnikom na tych terenach uzyskiwać rocznie aż trzy zbiory ryżu, stanowiącego tu podstawę wyżywienia. Ilość niesionych w ciągu roku namułów szacuje się na ok. 1,5 mln ton. W związku z tym delta rzeki przyrasta rocznie na długości o 80–100 m.
Dolny bieg Mekongu jest najważniejszym szlakiem komunikacyjnym w Indochinach, a statki morskie dopływają do Phnom Penh, stolicy Kambodży.

## Fauna Mekongu
Rzeka ta jest siedliskiem około 1200 gatunków ryb. Niektóre z nich, jak również krewetki, są hodowane. W wodach Mekongu żyje także pewien zagrożony gatunek z rodziny sumowatych: pangaz (Pangasianodon gigas); ryby te mogą osiągać prawie trzy metry. W roku 2005 rybacy złowili okaz o ciężarze 293 kg. Żyje tu również delfin krótkogłowy (Orcaella brevirostris), ssak zagrożony wymarciem, badacze przypuszczają, że w rzece zostało niespełna 100 osobników. A od pewnej popularnej tutaj ryby z rodziny karpiowatych pochodzi nazwa kambodżańskiej jednostki monetarnej, riel kambodżański. Rocznie poławia się do 1,3 milionów ton ryb.